# Bahnhof Weißensee (Thür)
Der Bahnhof Weißensee (Thür) ist der Bahnhof der Landstadt Weißensee im Landkreis Sömmerda in Thüringen. 1874 wurde er in Betrieb genommen. Der Personenverkehr endete im Jahre 2007. Güterverkehr, der in der Vergangenheit noch eine weitaus größere Bedeutung hatte, findet hingegen noch statt.

## Lage
Der Bahnhof liegt etwa eineinhalb Kilometer südlich des Weißenseer Ortskerns. Dabei verläuft die Strecke komplett außerhalb der Stadt und grenzt an die Straße Am Bahnhof und an das mit einem Anschlussgleis verbundenen örtlichen Industriegebiet. Der Bahnhof Sömmerda liegt rund fünf Kilometer weiter östlich, der Bahnhof Straußfurt ungefähr sieben Kilometer westlich. Bei beiden benachbarten Stationen handelt es sich um Knotenbahnhöfe.
Zum Zeitpunkt der Eröffnung betrug die Zeit zu Fuß aus der Stadt zum außerhalb gelegenen Bahnhof rund zehn Minuten. Bis in die 1960er Jahre war die Bebauung der Bahnhofstraße noch äußert gering, sodass bei starken Sturm und Regen der Gang zum Bahnhof und der Aufenthalt dort eine Herausforderung darstellten.

## Geschichte
Am 14. August 1874 ging die Bahnstrecke mit dem Bahnhof Weißensee in Betrieb. Die örtliche Industrie und das Handwerk verdankten der Eisenbahn ihre Existenz. Neben dem Personenverkehr fand daher auch umfangreicher Güterverkehr statt. Vor dem Zweiten Weltkrieg war dessen Umschlag in erster Linie durch Vieh, Bau- und Futterstoffe, Kohle und Stückgut für den Bedarf der Bevölkerung geprägt. Nach dem Krieg nahm die Bedeutung anderer Güter zu. Der Volkseigener Erfassungs- und Aufkaufbetrieb (VEAB), der über die zentrale Getreide-Siloanlage für den Kreis Sömmerda verfügte, und die Bäuerliche Handelsgenossenschaft (BHG) waren nun die wichtigsten Kunden, die den Güterumschlag deutlich erhöhten. Die BHG war für Versorgung mit Massengütern zuständig, wozu u. a. Zement, Mineraldünger, Kohlen und Kartoffeln zählten. Außerdem nutzten das Betonwerk, die MTS/Landtechnik, das Möbelwerk, Minol und die beiden Landwirtschaftlichen Produktionsgenossenschaften den Bahnhof. Eigene Anschlussgleise bestanden für das 1962 für die VEAB gebaute Getreidesilo und das Minol-Tanklager. So gut wie alle Schütt- und Massengüter sowie große Bau- und Geräteteile wurden in dieser Zeit mit der Bahn transportiert. Auch Tabak wurde in den 1950er und 1960er Jahren in Weißensee umgeschlagen.
Das Be- und Entladen von Waggons musste durch die Betriebe erfolgen. Da es hohe Standgebühren gab, waren die Arbeiter einem großen Zeitdruck und Stress ausgesetzt. Für die ersten drei Stunden Standzeit fielen keine Kosten an. Doch für jede weitere Stunde mussten 40 Mark gezahlt werden. Beim Stückgutverkehr erledigten die Betriebe selbst das Be- und Entladen. Vier Beschäftigte bewältigten diese Aufgaben: ein Stationsvorsteher, ein Fahrdienstleiter und zwei sogenannter Bahnhofshelfer, deren Bezahlung relativ gering war. Die Dienstzeit begann um 03:00 Uhr und endete um 01:00 Uhr (unterbrochener Dienst). Es waren zwar acht Stunden Arbeitszeit täglich geplant. Doch bis zum Ende der Arbeit kamen noch etliche Arbeiten hinzu, die jedoch nicht zusätzlich vergütet wurden.
Bis 2007 wurde eine Bahnhofsgaststätte betrieben.
Am 1. März 2013 wurde bekannt, dass das Empfangsgebäude mit einer Fläche von 22 Quadratmetern bis 2017 verkauft werden soll. Dass es nicht mehr genutzt wird, ist deutlich zu erkennen. Am 27. Februar 2015 kaufte die Stadt Weißensee das Gebäude für das Mindestgebot von 2000 Euro, da auch die anliegenden Grundstücke sich im Eigentum der Stadt befinden.

## Anlagen
| Gleis | betriebliche Nutzlänge | bauliche Nutzlänge |
| ----- | ---------------------- | ------------------ |
| 1     | 613 m                  | 643 m              |
| 2     | 613 m                  | 643 m              |
| 3     | 222 m                  | 252 m              |
| 4     | 240 m                  | 270 m              |

Im Jahre 1979 verfügte der Bahnhof Weißensee über vier Gleise (siehe Tabelle) und neun Weichen. Zwei Bahnsteige befanden sich südlich des Empfangsgebäudes, welche 200 Meter bzw. 205 Meter lang waren. In den letzten Jahren des Personenverkehrs gab es jedoch nur noch einen Bahnsteig. Ein 96 Quadratmeter großer Güterschuppen befand sich unmittelbar westlich des Gebäudes. An Gleis vier stand eine kombinierte Kopf- und Seitenrampe zur Verfügung. Sie war zehn Meter lang. An der Seitenrampe betrug die Breite fünf Meter und an der Kopframpe acht Meter. Die zugehörige Ladestraße an Gleis vier ist 230 Meter lang. Der 200 Meter lange Gleisanschluss zum Silo verläuft in Richtung Nordwesten.
Heute verfügte der Bahnhof neben dem durchgängigen Hauptgleis über ein Rangiergleis (183 m) und ein Ladegleis (179 m) sowie über sieben Weichen. Es bestehen Streckenfernsprechverbindungen zu den Bahnhöfen Straußfurt und Sömmerda. Aus Richtung Sömmerda ist ein Signal angebracht und aus Straußfurt lediglich ein Grenzzeichen. Zugkreuzungen und -überholungen sind verboten. Das Rangieren ohne Personal ist nicht gestattet. Die dafür zulässige Höchstgeschwindigkeit beträgt 25 Kilometer pro Stunde. Die zuständige Zugleitstelle ist der Bahnhof Sömmerda. Sie ist für die Aufbewahrung, Aushändigung und Rücknahme der Zugführerschlüssel zuständig, die zum Aufschließen der Schränke mit den Weichenschlüsseln in Weißensee dienen.
Ein mechanisches Fahrdienstleiterstellwerk wurde am 17. Mai 1995 außer Betrieb genommen.

## Verkehr

### Personenverkehr
Der Bahnhof Weißensee verkaufte im Wirtschaftsjahr 1904/05 28.484 Fahrkarten. 1905/06 waren es bereits 31.663 Stück.
Der Transport der Menschen zu ihren Arbeitsplätzen nach dem Zweiten Weltkrieg stellte sich als sehr schwer heraus und konnte nur über die Eisenbahn gelöst werden. 14 Zugpaare im Personenverkehr fuhren damals auf der Strecke.
Bei der Eröffnung der Strecke waren es gerade einmal drei durchgehende Zugpaare. Aus Kostengründen wurden es 1880 noch zwei durchgehende und ein geteiltes. Gleiche Situation gestaltete sich in den Jahren nach dem Ersten Weltkrieg. Doch im Vorfeld des Zweiten Weltkrieges wurden es 26 Personen- und vier Güterzugpaare. In den 1950er Jahren pendelte sich das Verkehrsaufkommen auf zwölf Personenzugpaare mit ungefähr 5000 Passagieren ein. 1960 waren es 13 Personen- und 17 Güterzugpaare.
Bis 1989 war die Bedeutung von Strecke und Bahnhof im Personenverkehr besonders hoch. Tausende Pendler nutzten den Bahnhof. Die Bahnsteige waren dabei immer von Personen überfüllt. Täglich waren mehr als 7000 Reisende auf der Strecke unterwegs.
Am 9. Dezember 2007 wurde der Personenverkehr auf dem westlichen Abschnitt der Pfefferminzbahn zwischen Sömmerda und Straußfurt eingestellt. Seitdem halten in Weißensee keine Regionalzüge mehr.

### Güterverkehr
1905/06 wurden 456 Tonnen Stückgut und 4724 Tonnen Wagenladungen abgefertigt. 5938 Frachtbriefe wurden dafür ausgestellt. Die Zahlen für 1906/07 sahen wie folgt aus: 534 t Stückgut, 7645 t Wagenladungen und 6226 Frachtbriefe.
In den 1950er und 1960er Jahren wurden wöchentlich ein bis zwei Stückgutwagen und monatlich rund 300 Waggons abgefertigt.
Stückgutverkehr findet heute nicht mehr statt. Heute sind das Total-Tanklager, das IRUSO-Getreidesilo und Mubea die Kunden im Güterverkehr.